# دومیستوس
دامستوس (انگلیسی: Domestos) شرکت لوازم بهداشتی بریتانیایی است، که در سال ۱۹۲۹ تأسیس شد.